# Juan Hernández Ramírez
Juan Hernández Ramírez (6 de mayo de 1951 en Colatlán, Ixhuatlán de Madero, Veracruz.) es poeta y narrador en lengua náhuatl y español. Autor de los libros Auatl iuan sitlalimej (Encinos y estrellas), Chikome xochitl (Siete flor) y Tlatlatok tetl (Piedra incendiada), entre otros más. Ayudó en la traducción al náhuatl de la Constitución Política de Veracruz.

## Obra
Juan Hernández es hablante del náhuatl de la huasteca veracruzana. Fue profesor de Educación Indígena y ha colaborado en el rescate, desarrollo y preservación de valores culturales, lingüísticos, ecológicos, deportivos y educativos  con niños, jóvenes y adultos de las etnias Náhuatl, Teenek, Hñahñü, Jamasapigni. Además ha ayudado al rescate y práctica de la música y la danza autóctonas.
Hernández escribe poesía, narrativa (cuentos, mitos y leyendas) en su lengua materna y en su versión al español. Sus poemarios son los libros más reconocidos como  Auatl iuan sitlalimej (Encinos y estrellas), Chikome xochitl (Siete flor), Totomej intlajtol (La lengua de los pájaros) y Tlatlatok tetl (Piedra incendiada). En la poesía de Hernández se percibe el orgullo por sus raíces, uno de los poetas que más lo ha marcado ha sido Netzahualcóyotl, el poeta explica que: "Sin lugar a dudas, Nezahualcóyotl, en primera por mis raíces y desde luego porque fue un gran poeta, un filósofo, un gran científico de su época. Pero lo que más me gusta es su poesía que habla de la finitud de la vida, siempre se preguntó quiénes somos y a dónde vamos".
En el año 2000 colabora en la traducción al náhuatl de la Constitución Política de Estado Libre y Soberanos de Veracruz  Llave. Tlajtoltlanauatili Tlen Sentlanautijkayotl Tlen Tlanauatiloyan Chalchiuekan-Llave (Gobierno del Estado de Veracruz). Posteriormente colabora en la traducción al náhuatl de “Los Derechos de los Pueblos y Comunidades Indígenas en la Constitución Política de los Estados Unidos Mexicanos”. Tlen intechpoui Altepemej iuan Maseualchinankomej Tlen Eltok Ipan Tlajtoltlanauatili Tlen Moitskitok Mexkoeuanij Tlanauatiloyan. Hernández ha publicado en diferentes medios, revistas, periódicos y libros, con poemas bilingüe náhuatl-español, como La Pluma del ganso, Tinta Nueva, Diturna, La valquiria, Fórum, Castálida, Contrapunto, La Nave.
Ha impartido diversos cursos y talleres para la alfabetización de la escritura en la  lengua náhuatl. Así como de creación literaria en lenguas indígenas, tanto de cuento y poesía. También ha participado en diferentes foros y festivales de poesía, hablando de la escritura de las lenguas indígenas, a nivel nacional e internacional.

## Premios y reconocimientos
Juan Hernández ha sido becario del FONCA en diferentes periodos y del Sistema Nacional de Creadores del Arte. También ha sido acreedor de distintos premios, entre los que destacan el Premio Nezahualcóyotl de Literatura en Lenguas Indígenas, por el libro: Chikome xochitl  (Siete flor), en 2006 por el Consejo Nacional para la Cultura y las Artes. Al siguiente año recibe el Premio Nacional de Cuento Náhuatl por el cuento: Chikome xochitl iuan    Makuilxochitl=Chicome xochitl y Macuilxochitl por la Secretaría de Cultura del Gobierno del Estado de Puebla. En el 2008 ganó el premio Continental de Lenguas Indígenas. “Canto de América”, por el libro Tlatlatok tetl  (Piedra incendiada). otorgado por la asociación de Escritores en Lenguas Indígenas, A. C. En el 2018 recibe la presea “Poeta Alberto Barragán Degollado” otorgado por la Asociación “Propulsora de Arte”, por mérito de creación poética haciéndose acreedor al Primer lugar en los LXIII Juegos Florales Sahuayenses. 
Tiene reconocimientos nacionales e internacionales. En 2006 el gobierno veracruzano lo distinguió por enaltecer al pueblo de Colatlán, y al siguiente año lo reconoció por su relevante obra educativa realizada durante 40 años, igualmente, fue reconocido en 2008 por su destacada trayectoria en favor del estudio, preservación, fortalecimiento y difusión del uso de las lenguas indígenas. En 2018 el Congreso de Veracruz le otorgó la Medalla y Diploma “Adolfo Ruíz Cortines” por su compromiso con las etnias de Veracruz y sus Esfuerzos en la preservación de las Lenguas indígenas, mediante el impulso y Difusión de la creación Literaria.

## Publicaciones

### Libros
- 2001 Auatl iuan sitlalimej (Encinos y estrellas). Fondo Editorial de Culturas Indígenas del Gobierno del Estado de Veracruz.
- 2007 Chikome xochitl (Siete flor). Edit. Consejo Nacional para la Cultura y las Artes y la Dirección General de Culturas Populares.
- 2008 Totomej intlajtol (La lengua de los pájaros). Edit. Gobierno del  Estado de Veracruz.
- 2010 Tlatlatok tetl (Piedra incendiada). Edit. Escritores en Lenguas Indígenas y el Fondo Nacional para la Cultura y las Artes.

### Antologías
- 2013 Tlajtoli eyi xayakmej. Palabra a tres rostros. Parole átrois visages Antologíade tres poetas de las lenguas náhuatl, español y francés. Artefacto Ediciones. Veracruz.
- 2013 Antología “Salvador Díaz Mirón”. Solar, México.
- 2013 Del Teatro del Silencio al Parnaso. Antología dedicada al poeta hondureño Juan Ramón Molina. Organización Mundial de Poetas Escritores y Artistas.
- 2014 Tlixochimili (Jardín de fuego). Poesía náhuatl-español. Solar, México.
- 2015 Trois voix de la terre-Tres voces de la tierra-Tlen tlali eyi tostli.  Antología poética de tres autores en las lenguas francés, español, náhuatl. Asociación Soleil-Olin. Paris.
- 2015 Ketsalpapalotl-Paillon-Quetzal-Mariposa Quetsal.  Antología poética. Lenguas náhuatl-francés-español. Editions Soleil Olin. Paris, Francia.
- 2015 Tlalxiktli-Ombligo de la tierra. Poesía náhuatl-español. Gobierno del Estado de Veracruz. CONACULTA, IVEC.
- 2016 Tlen atl eyi tlachialistli-Tres miradas sobre el agua- Trois regards sur l’Eau. Tercer libro de poemas, tres autores en tres lenguas.
- 2018 Tepemej ininkuik- Cantos de la montaña. Publicado en España.
- 2019 Xochitlajtoli. Poesía Contemporánea en Lenguas Originarias de México. Círculo Poesía. México.